# Jean Leon
Jean Leon és un celler elaborador de vins de Torrelavit, a la DO Penedès. Actualment pertany al grup empresarial Miguel Torres.

## Història
Va ser fundat per Ángel Ceferino Carrión Madrazo (Santander, 1928 - Los Angeles, 1996), que va adoptar el nom de Jean León. La casa familiar es va incendiar i es van traslladar a Barcelona, el 1941. El pare i el germà gran van morir en un vaixell torpedinat per error durant la II Guerra mundial i llavors Ceferino amb 19 anys es va traslladar primer a París, després a Nova York i finalment va arribar a Hollywood el 1950.
Després d'adoptar la nacionalitat nord-americana i combatre a la guerra de Corea, va treballar com a cambrer en el restaurant de Frank Sinatra i Joe DiMaggio on va conèixer molts actors i va canviar el seu nom a l'estil de l'època. Va fer amistat amb James Dean i tots dos van crear el restaurant La Scala de Beverly Hills, el 1956. Es va convertir en un centre de trobada del món del cinema, amb Jean León com a únic amfitrió després de la mort de James Dean. Com a curiositat, va servir l'últim sopar a casa de Marilyn Monroe la nit abans de la seva mort.
No satisfet amb el vi que se servia al restaurant, va decidir elaborar-lo ell mateix. Després de viatjar per Europa cercant uns terrenys per fundar un celler, el 1964 va comprar 150 hectàrees a Torrelavit, a l'Alt Penedès. La primera decisió va ser arrancar els ceps i replantar-los amb cabernet sauvignon, merlot i chardonnay, aleshores desconeguts a la zona. Des de l'inici va deixar en mans de l'enòleg Jaume Rovira l'elaboració de vins amb personalitat.
El 1973 van sortir les primeres ampolles de Jean Leon, amb la collita del 1969. Era el primer vi de cabernet sauvignon elaborat a Espanya. Tres anys més tard va obtenir la denominació d'origen Penedès. El 1981 es van fer famosos els seus vins quan el president Ronald Reagan els va escollir per la festa de la seva investidura. Inicialment la producció estava destinada íntegrament al mercat nord-americà i a partir del 1983 es va començar a comercialitzar a Espanya.
Malalt de càncer, va vendre el celler a Miguel Torres, amb la condició que l'enòleg Jaume Rovira seguís al capdavant, i es va dedicar a viatjar pel món amb el seu vaixell La Scala a mare.

## Vinya
El clos de Jean Leon es troba en un vessant inclinat i orientat cap al sud de l'Alt Penedès, protegit dels vents del nord. L'altitud és d'uns 300 m. El terreny és argilós amb pedres i llims.
El clos està dividit en parcel·les per aprofitar les característiques del terrer: les vinyes La Scala, Le Havre, Gigi i Palau. Els vins de terrer es fan amb raïm exclusiu d'una vinya.
El celler, a l'estil dels chateaux de Bordeus, disposa de caves subterrànies per a l'envelliment en bótes i després en ampolla.

## Vins
En la col·lecció de vins amb l'etiqueta Jean Leon destaquen els vins de terrer varietals: Gran Reserva Vinya La Scala i Reserva Vinya Le Havre, on predomina el cabernet sauvignon; Merlot Vinya Palau, Chardonnay Vinya Gigi, i Zemis, un vi negre amb un cupatge mediterrani.
La gamma de la col·lecció Terrasola adopta el nom del nucli de Terrassola (però amb una sola essa) que junt amb Lavit formen Torrelavit. Són vins pensats per expressar la singularitat del terreny del Penedès, sota la Denominació d'Origen Catalunya. A més de vins varietals s'elaboren combinacions de varietats autòctones amb internacionals: sirà-carinyena, moscat-parellada, chardonnay - garnatxa blanca, sauvignon blanc - xarel·lo i ull de llebre - monestrell.

## Carrer de Jean Leon a Santander

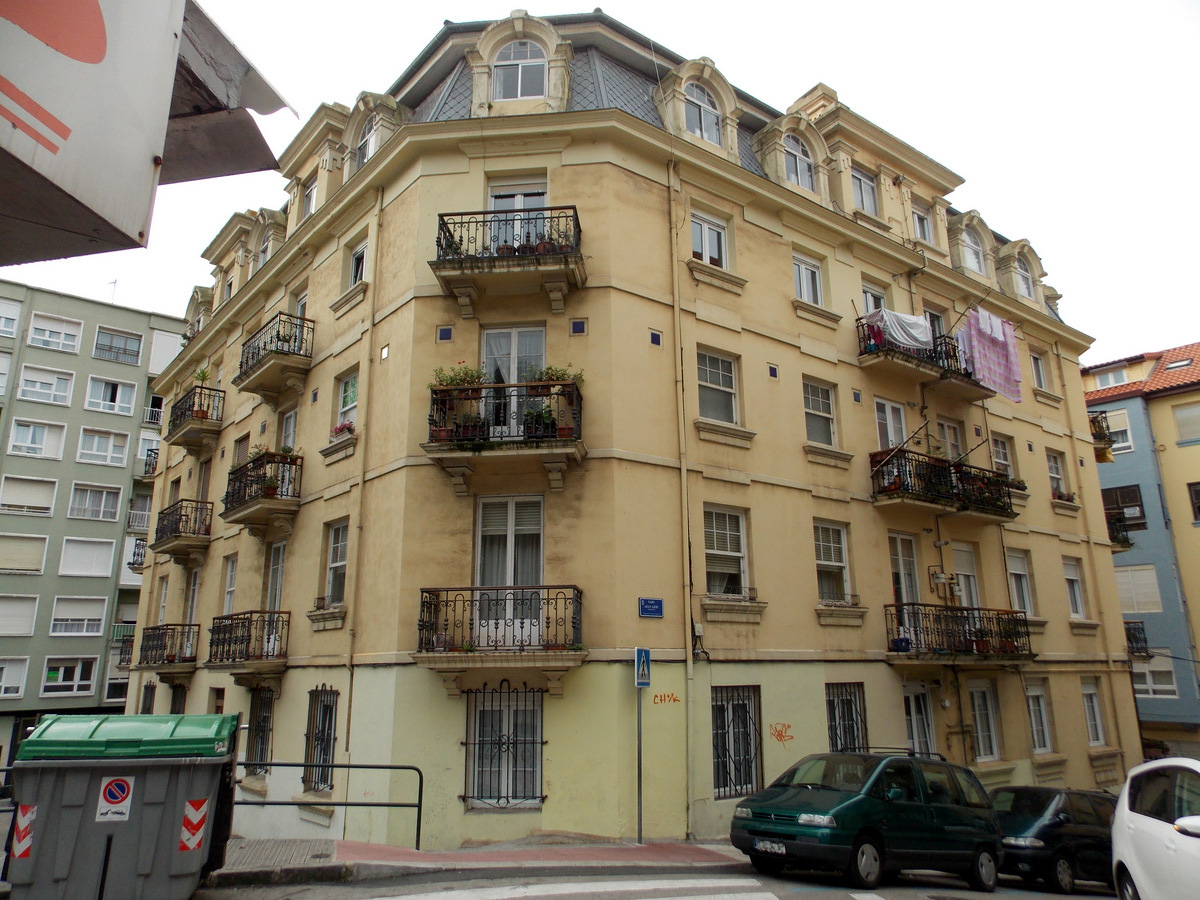
Carrer de Jean León.
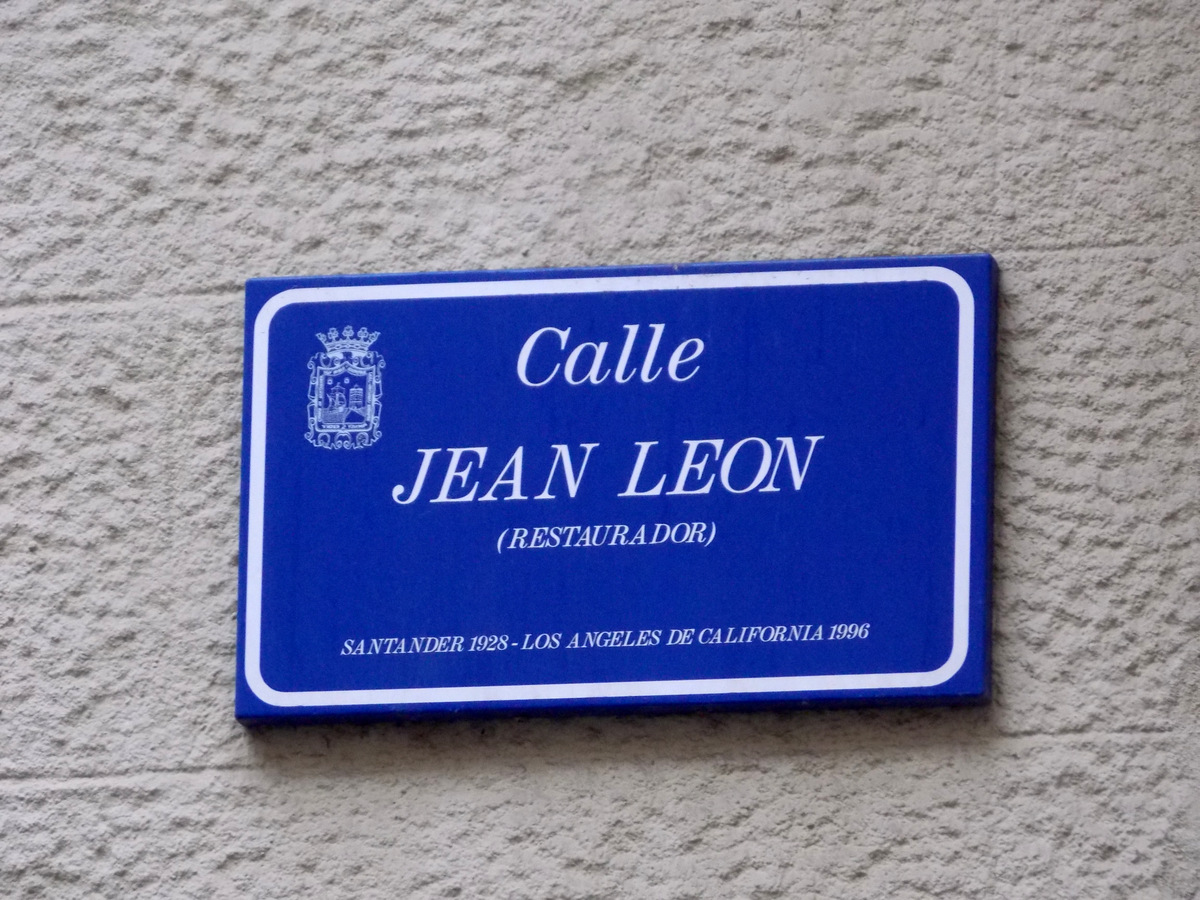
Detall de la placa
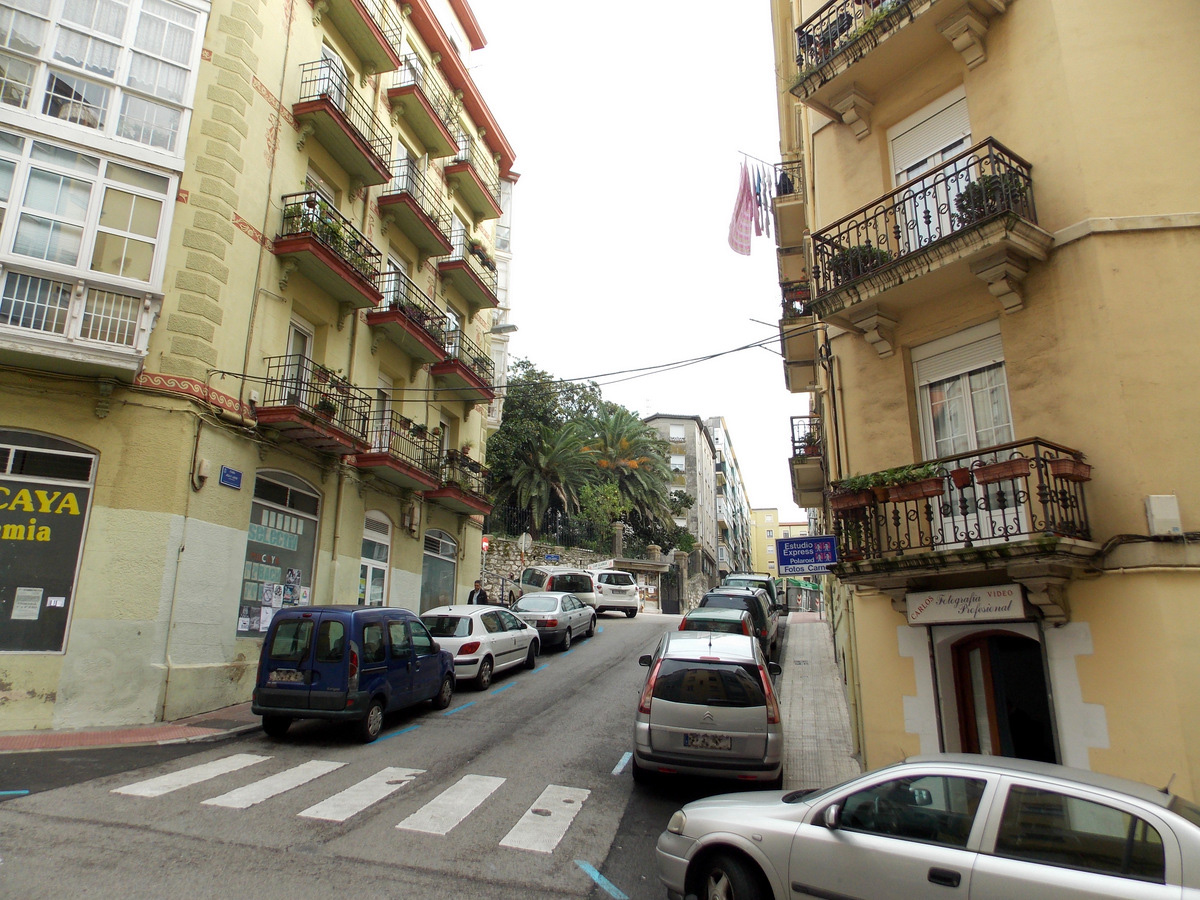
Carrer de Jean León.